# Mk 141 (пускова установка)
Mk 141 (Mark 141) е американска корабна ракетна пускова установка за противокорабните ракети „Харпун“. Използва се от корабите на ВМС на САЩ и други страни. Състои на въоръжение от 1978 г.
Установката представлява рамка, на която, с фиксирван ъгъл на подем, се поставят от 1 до 4 транспортно-пускови контейнера с ракети. Масата на установката е 5900 кг. Ъгълът на насочване на контейнерите е 35°.
Освен установката Mk 141 ракетите „Харпун“ могат да се изстрелват от установките Mk 112 за ПЛУР ASROC, за ЗРК „Териер“ и олекотените установки Mk 140.

## Галерия
- ПУ Mk 141 без контейнерите с ракети
- Окачване на контейнер с ракета
- Закрепването на контейнерите върху ПУ Mk 141
- Пуск на ракета от установката Mk 141

## Коментари
1. ↑  Буквите показват принадлежността към определен класː ВВ – линкор, СС, CL, СА – съответно линеен, лек или тежък крайцер, CV – самолетоносач, DD – разрушител, SS – подводница и т.н.